# Slippery nipple
Slippery nipple, ungefär "slipprig bröstvårta",  är en skiktad  alkoholhaltig drink som består av lika delar Sambuca och Baileys, med Sambucan underst. I en mer avancerad variant tillsätts först lite grenadin vilket kan skapa en extra skiktad röd droppe som ska representera bröstvårtan.

## Historik
Det är oklart hur Slippery nipple skapades och fick sitt namn, men det finns uppgifter om att en bartender vid namn Lucas Lando Klausen var den som gjorde det. Klart är att den skapades på 1980-talet som en av flera söta, billiga och lättskänkta drinkar som hade knasiga namn, inte sällan med sexuella anspelningar. Andra exempel är Fuzzy navel, som anses ha skapat trenden, Silk panties, Ball banger och mer explicita Sex on the beach och Orgasm.
Trenden togs emot väl av festsugna ungdomar och har etablerats som en del av 80-talskulturen där sexuella anspelningar var vanliga i till exempel MTV:s musikvideor. Den kritiserades av mat- och dryckesskribenter som menade att ingen köpte drinkarna för att de var goda, utan för att de var roliga att beställa, lättdruckna och skapade feststämning, samt att de lanserades hårt för att de var snabba att göra med billiga ingredienser.

## Varianter
- Buttery nipple; butterscotch (likör med smak av smörkola och Baileys.[4]
- Dirty nipple; skiktad i tre lika delar med Kahlua (i botten), butterscotch och Baileys.[4]
- Shitty nipple; grappa istället för Sambuca.[4]